# Костел Святої Марії Магдалини (Вовків)

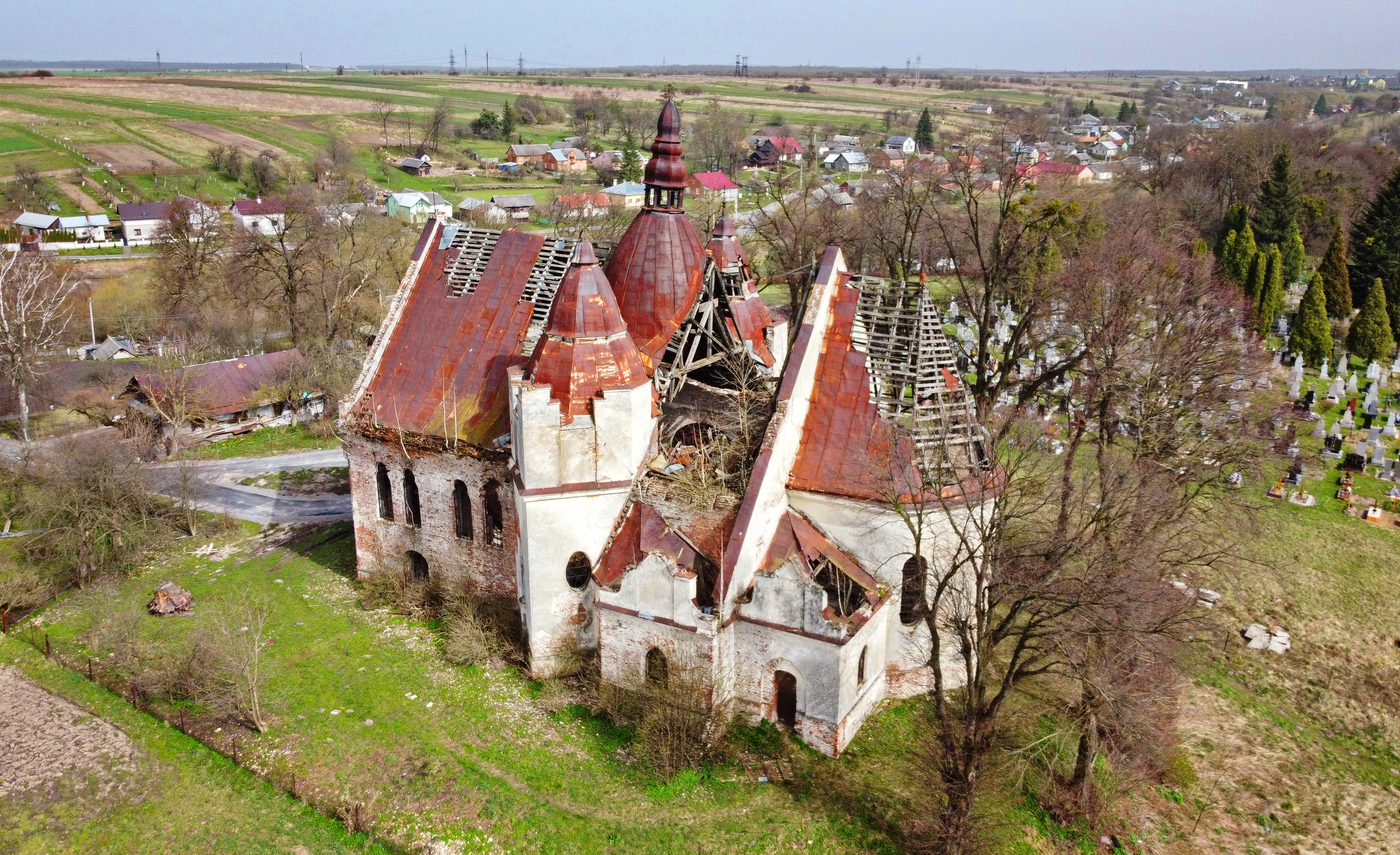
Костел Святої Марії Магдалини (Вовків)

Костел Святої Марії Магдалини — церква XX століття, римо- католицький храм у селі Вовків Пустомитівського району Львівської області України. Нині перебуває у стані напівруїн. Пам'ятка архітектури.

## Історія
Перший (дерев'яний) костел під титулом святої Марії Магдалини у Вовкові постав десь у середині XVI століття, а 1563 року тут заснували парафію. Проте під час турецько-татарських нападів було зруйновано і цей храм у 1620—1621 роках, і наступний 1673 року.

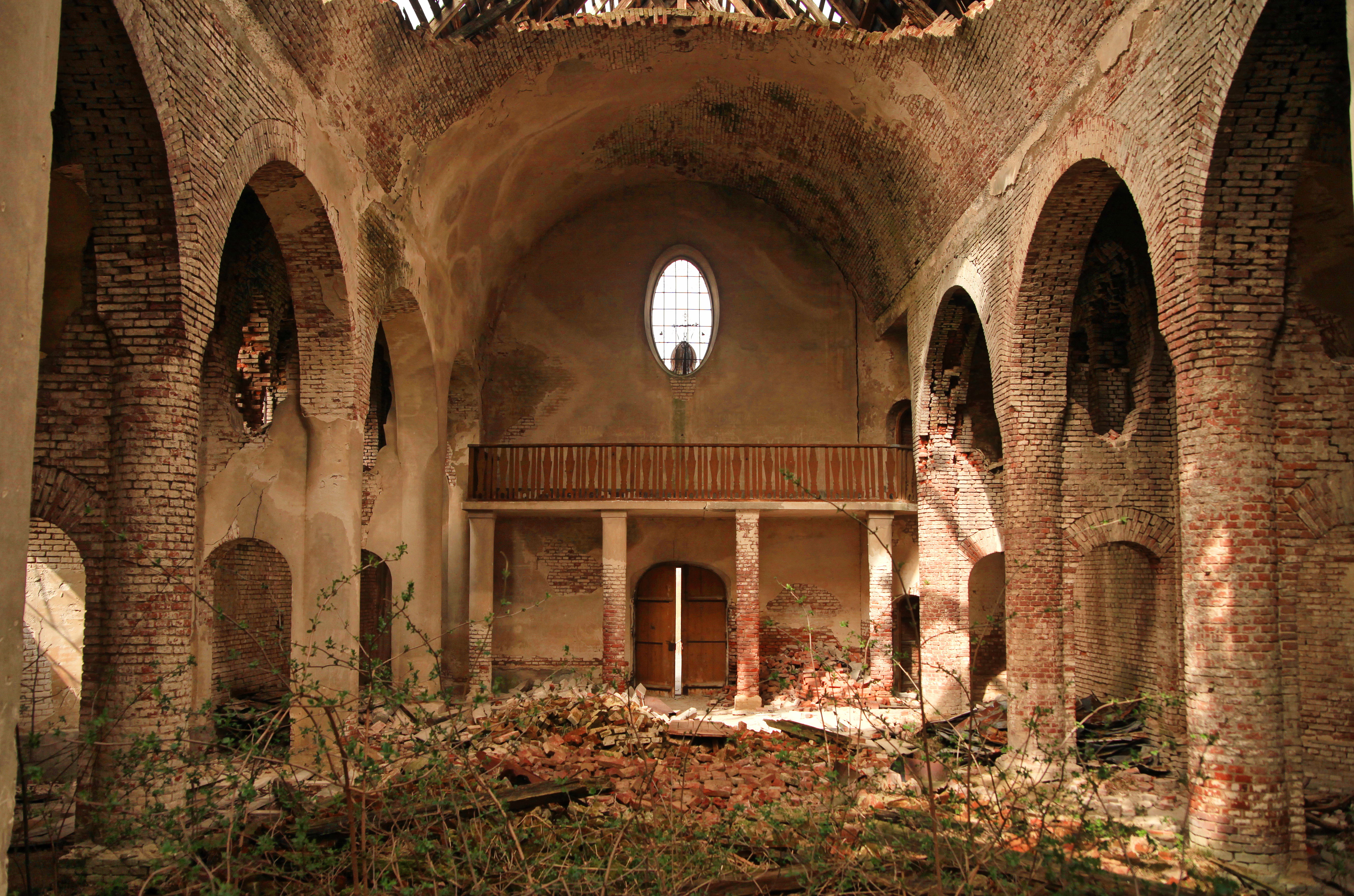
Костел всередині

Нову дерев'яну церкву святого Станіслава, збудовану 1677 року, консекрували 7 травня 1712 року. Ще перед Першою світовою війною її намагались замінити мурованим храмом (навіть 1912 року замовили його проект львівському архітектору Яну Новориту), але війна стала на заваді. У 1924 році спеціальна комісія прийняла рішення розібрати старий костел, що і було зроблено на початку травня цього ж року.
24 травня 1924 року щирецький декан отець-прелат Казимир Дзюжинський освятив стіни нової мурованої святині. Цей просторий і величний храм під керівництвом настоятеля отця Йосавата Гєщинського за проєктом львівського архітектора Броніслава Віктора завдяки численним пожертвам збудували швидко.

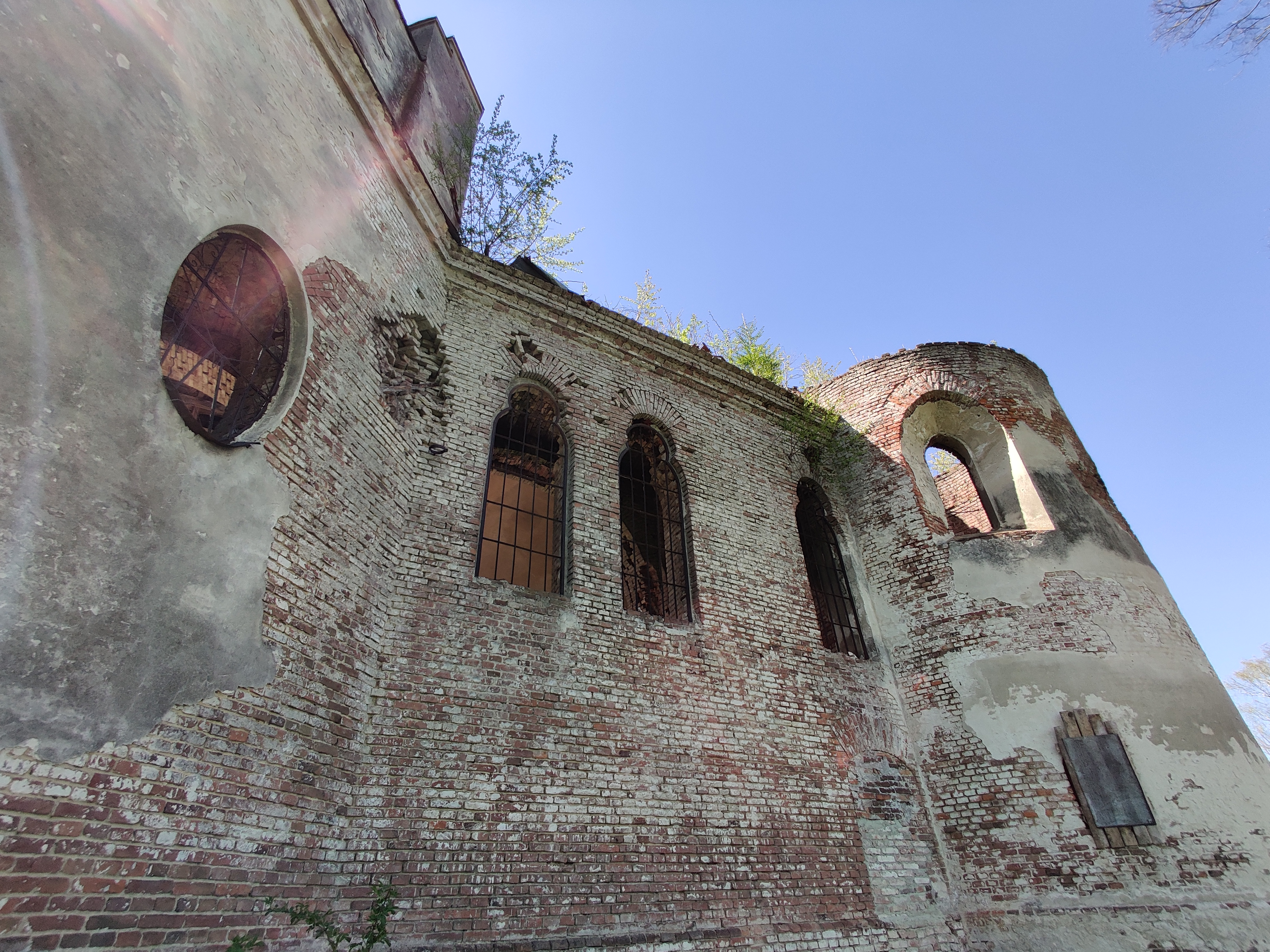
Стіна костелу

27 жовтня 1929 року новоспоруджений костел святої Марії Магдалини освятив отець Дзюжинський, а 1 грудня цього ж року тут було звершене перше богослужіння. Святиня отримала оснащення, яке залишилось від старого костелу.

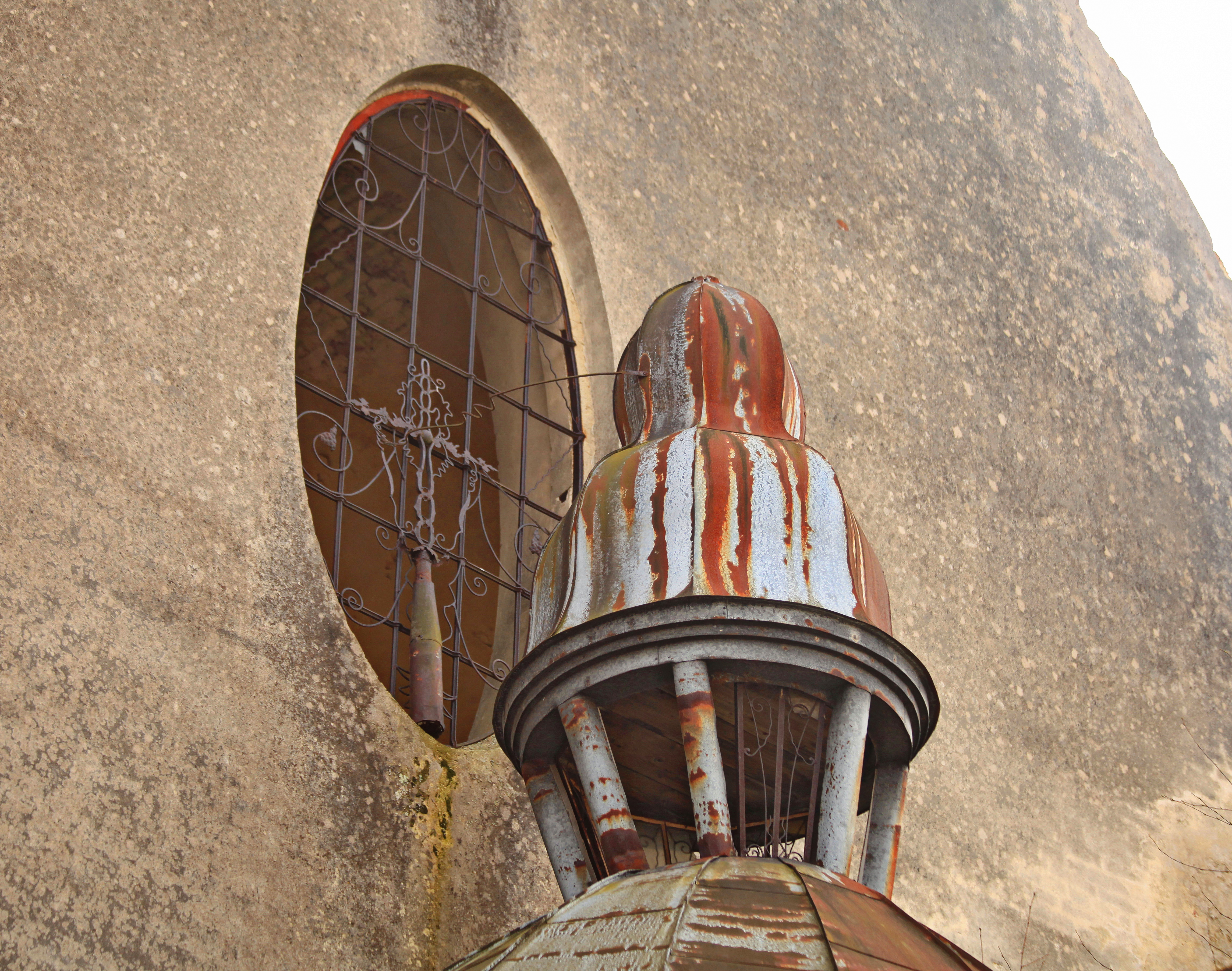
Елемент ксотелу

У 1930 році храм отримав також орган, 1935 року — новий вівтар із скульптурою Матері Божої, а 1939 року було покрито вживаною блахою незакінчену вежу. Парафія, яку від 1916 року та аж до 1943 року продовжував обслуговувати настоятель о. Гєщинський, наприкінці 30-х років нараховувала майже 1900 вірних, у тому числі ще у шести сусідніх селах із філіальними каплицями у Кугаєві, Селиську і Товщеві. Святиня мала, зокрема, дерев'яні головний вівтар 1935 року, два бічні XVII століття та ще один ХІХ століття в каплиці.
Під час війських дій у липні 1944 року костел зазнав незначних пошкоджень, проте серйозно постраждав парафіяльний будинок, а господарські будівлі було знищено повністю. У квітні 1946 року парафіяни-поляки разом із отцем Генриком Шимусіком, який замінив 1943 року отця Гєщинського, та значною частиною костельного майна виїхали до Польщі (згідно договору). Святиня спочатку була церквою, а від 1948 року — колгоспним складом, де зберігали мінеральні добрива.
Нині колишній римсько-католицький храм перебуває у стані руїни. Щоправда, його будівля внесена до Реєстру пам'яток архітектури місцевого значення під охоронним № 1946-м, проте це навряд чи завадить повному руйнуванню святині.

## У мистецтві
У цервкі знімали перший український детектив «Злочин з багатьма невідомими» за мотивами твору Івана Франка.